# Not the New Album EP
Not the New Album EP – EP amerykańskiego poppunkowego zespołu Zebrahead. Wydany w celu promocji studyjnego albumu Phoenix.

## Lista utworów
1. "Mental Health" – 3:15
2. "Photographs" – 3:23
3. "Politics" – 3:08

## Twórcy
- Matty Lewis – gitara rytmiczna, śpiew
- Ali Tabatabaee – śpiew
- Greg Bergdorf – gitara prowadząca
- Ben Osmundson – gitara basowa
- Ed Udhus – perkusja